# کیم کیو ته
کیم کیو ته (کره‌ای: 김규태) کارگردان تلویزیونی و تهیه‌کننده تلویزیونی اهل کره جنوبی است. او کارگردانی درام‌های کره‌ای عشقی برای کشتن (۲۰۰۵)، آیریس (۲۰۰۹)، پادام پادام (۲۰۱۱)، بادی که در آن زمستان وزید (۲۰۱۳)، مشکلی نیست این عشقه (۲۰۱۴) و عاشقان ماه (۲۰۱۶) را بر عهده داشته‌است.

## فیلم‌شناسی

### به عنوان دستیار کارگردان
- رنگ‌ها (کی‌بی‌اس۲)
- پاکی (کی‌بی‌اس۲، ۱۹۹۸)
- جرثقیل کاغذی (کی‌بی‌اس۲، ۱۹۹۸–۱۹۹۹)
- دعوت (کی‌بی‌اس۲، ۱۹۹۹)
- عشق مرد سخت (کی‌بی‌اس۲، ۲۰۰۰)
- تئاتر شرقی (کی‌بی‌اس۲، ۲۰۰۱)

### به عنوان کارگردان دوم
- دستمال جیبی زرد (کی‌بی‌اس۱، ۲۰۰۳)
- لاو هولیک (کی‌بی‌اس۲، ۲۰۰۵)
- جهانی که در آن زندگی می‌کنند (کی‌بی‌اس۲، ۲۰۰۸)

### به عنوان کارگردان
- دراما سیتی «پس از عشق» (کی‌بی‌اس۲، ۲۰۰۴)
- دراما سیتی «ژامبون ما» (کی‌بی‌اس۲، ۲۰۰۴)
- دراما سیتی «آناگرام» (کی‌بی‌اس۲، ۲۰۰۴)
- دراما سیتی «آسمان آبی جزیره ججو»  (کی‌بی‌اس۲، ۲۰۰۴)
- دراما سیتی «اوه! سارا» (کی‌بی‌اس۲، ۲۰۰۵)
- عشقی برای کشتن (کی‌بی‌اس۲، ۲۰۰۵)[۱]
- آیریس (کی‌بی‌اس۲، ۲۰۰۹)[۲]
- پادام پادام (جی‌تی‌بی‌سی، ۲۰۱۱–۲۰۱۲)
- بادی که در آن زمستان وزید (اس‌بی‌اس، ۲۰۱۳)[۳]
- عشق مخفی (دراما کیوب، ۲۰۱۴)[۴]
- مشکلی نیست این عشقه (اس‌بی‌اس، ۲۰۱۴) (همچنین اعتبار به عنوان تهیه‌کننده تلویزیونی)[۵]
- عاشقان ماه (اس‌بی‌اس، ۲۰۱۶) (همچنین اعتبار به عنوان تهیه‌کننده تلویزیونی)[۶]
- زندگی کن (تی‌وی‌ان، ۲۰۱۸) (همچنین اعتبار به عنوان تهیه‌کننده تلویزیونی)
- غم‌های ما (تی‌وی‌ان، ۲۰۲۲)

### به عنوان تهیه‌کننده
- دوستان عزیزم (تی‌وی‌ان، ۲۰۱۶)
- زیباترین خداحافظی (تی‌وی‌ان، ۲۰۱۷)
- دلقک تاجدار (تی‌وی‌ان، ۲۰۱۹)
- هتل دل لونا (تی‌وی‌ان، ۲۰۱۹)